# Verebes Linda
Verebes Linda (Budapest, 1980. február 21. –) színművész, beszédtanár. Apja Verebes István színész-rendező, édesanyja Héczey Éva (1947–2015) színésznő. Testvére Pater Sparrow filmrendező. Nagyapja Verebes Károly színész, férje Pindroch Csaba színész.

## Életpályája
Első szerepét az Öt után, hat előtt című magyar vígjátékban kapta, mely csak 17 perces volt. Ezután, 2004-ben A halál kilovagolt Perzsiából című filmben játszott. Ezt követve 2007-ben a Noé bárkája, amelyben Mentős Gézánét játszotta.
- 1998–2000: Új Színház
- 2001–2004: Szolnoki Szigligeti Színház
- 2004–2012: Budapesti Kamaraszínáz
- 2012-től: szabadúszó.

2013-ban az ELTE Bárczi Gusztáv Gyógypedagógiai Karán logopédia szakon végzett.

## Színházi szerepei
- Sirály (1999)
- Bodnárné (2000)
- Két úr szolgája (2000)
- Phaedra 2000 (2000)
- A meggyeskert (2001)
- Álomszonáta (2001)
- Marica grófnő (2001)
- Isten, császár, paraszt (2001)
- Lucifer Show (2002)
- Az utolsó tangó Párizsban (2002)
- Catullus (2002)
- Ivanov (2003)
- Amy világa (2004)
- Egy csepp méz (2004)
- Mesél a bécsi erdő (2004)
- Tündérlaki lányok (2004)
- Az élő holttest (2006)
- Az ifjúság édes madara (2006)
- Hamlet, dán királyfi (2006)
- Blikk (2007)
- Mr. és Mrs. (2010)
- Árpádház (2011)
- Teljes napfogyatkozás (2011)
- Egyenlőség (2012)